# Acido borico
L'acido borico, o acido ortoborico (più raramente acido boracico), ugualmente acido borico nella nomenclatura IUPAC, è un ossiacido del boro trivalente, di formula H3BO3 o B(OH)3 ed è un acido molto debole. Esiste in natura in forma di cristalli incolori o polvere bianca; è solubile in acqua, specialmente a caldo.
È usato spesso come antisettico, insetticida, disinfettante, ritardante di fiamma e in laboratorio per la preparazione di alcune soluzioni, come il TBE (tris-borato-EDTA).
L'acido borico è utilizzato nell'industria del vetro, nella lavorazione degli smalti, delle vernici, della pelle, della carta, degli adesivi e degli esplosivi. È inoltre iniettato nel moderatore delle centrali nucleari BWR o PWR in virtù della natura di assorbitore neutronico di un isotopo del boro per effettuare gli arresti rapidi (SCRAM).

## Preparazione
È l'acido ottenuto per idratazione dell'anidride borica.
L'acido borico, tuttavia, è prodotto soprattutto dai minerali del borato per effetto della reazione con acido solforico. La più grande fonte di borati nel mondo è la miniera di Boron, in California.

## Proprietà

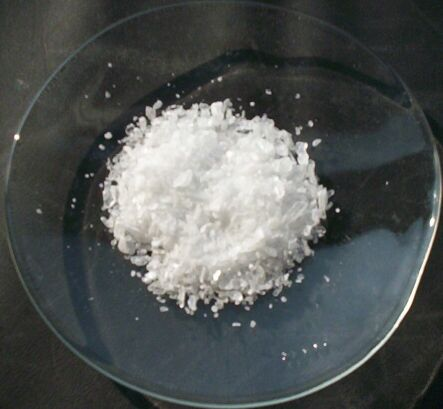
Aspetto dell'acido borico

Allo stato isolato la molecola H3BO3 è planare (l'atomo B è ibridato sp2), con simmetria C3h e momento dipolare nullo. L'acido borico è solubile in acqua bollente. A circa 170 °C avviene una disidratazione che trasforma l'acido ortoborico in acido metaborico HBO2. Fonde a circa 236 °C, e quando viene riscaldato a circa 300 °C avviene un'ulteriore disidratazione con la formazione di acido tetraborico H2B4O7.
È un acido debole, la cui costante di dissociazione acida Ka è 5,81×10−10. In soluzione acquosa diluita (dal 3% al 5% circa) viene utilizzato come disinfettante; tale soluzione prende il nome di acqua borica e viene tuttalpiù usata dopo bagni in acque ricche di plancton e per contrastare l'alcalinità di saponi, come antisettico, antimicotico, fungicida e in oculistica (occhi arrossati e congiuntiviti).
Nelle industrie chimiche che producono sostanze alcaline (come idrossido di sodio o potassio), l'acido borico è usato nelle postazioni di primo soccorso per il lavaggio oculare in caso di contatto accidentale con gli alcali.
È anche usato come assorbitore nelle centrali nucleari, disciolto nell'acqua in cui sono immerse le barre combustibili, per catturare i neutroni emessi durante la fissione, per ridurre e tenere sotto controllo la velocità delle reazioni nucleari.

## Tossicologia
In dosi tossiche l'acqua borica può provocare vomito, diarrea, emorragie e dolori viscerali. Secondo lo IUCLID Dataset pubblicato dalla Commissione europea in relazione all'acido borico, quest'ultimo, in alte dosi, mostra una significativa tossicità nello sviluppo e teratogenicità in feti e prole di conigli, ratti e topi, causando difetti cardiovascolari, modificazioni scheletriche, e modeste lesioni renali. Di conseguenza, nell'agosto 2008, con il 30° adeguamento al progresso tecnico della direttiva 67/548/CEE, la CE ha deciso di modificare la sua classificazione in "Tossico per la riproduzione" di categoria 2 con le frasi di rischio R60 (può ridurre la fertilità) e R61 (può danneggiare i bambini non ancora nati).

## Riconoscimento
Al saggio alla fiamma dà colorazione verde smeraldo. L'acido borico è solubile in acqua. Una cartina indicatrice alla curcuma bagnata con una sua soluzione cloridrica assume colorazione rosa per essiccamento. Riscaldato fonde assumendo l'aspetto di una massa traslucida.